# Amtsgericht Friesoythe
Das Großherzoglich Oldenburgische Amtsgericht Friesoythe war ein Amtsgericht in der Stadt Friesoythe. An dem Gericht sprach 1887 bis 1892 der spätere Reichsgerichtsrat Eduard Burlage Recht. 
Im Großherzogtum Oldenburg war das Amt Friesoythe Eingangsgericht und dem Landgericht Cloppenburg nachgelagert. Mit dem Gerichtsverfassungsgesetz vom 29. August 1857 wurde das Gerichtswesen neu geordnet: Die Ämter blieben Eingangsinstanzen, jedoch wurde Rechtsprechung und Verwaltung personell getrennt. 

Mit dem Inkrafttreten der Reichsjustizgesetze wurde die Gerichtsorganisation 1879 neu geordnet und das Amtsgericht Friesoythe gebildet.
Das Amtsgericht wurde zum 1. Mai 1974 aufgelöst und die Zuständigkeit des  Amtsgerichts Cloppenburg auf den ganzen Landkreis Cloppenburg ausgedehnt. Bis 1997 bestand in Friesoythe allerdings noch eine Zweigstelle des Grundbuchamtes des Amtsgerichts Cloppenburg. 